# Kenneth Chenault
Pour les articles homonymes, voir Chenault.
Kenneth Irvine Chenault, né le 2 juin 1951 à Mineola (New York), est un homme d'affaires et chef d'entreprise américain. Il fut le président-directeur général d'American Express de 2001 à 2018

## Biographie

### Formation
Kenneth Chenault est diplômé de la Waldorf school de Garden City et du Bowdoin College à Brunswick (Maine). En 1973, alors diplômé d'Histoire, il s'inscrit à la Harvard Law School où il reçoit le diplôme de Juris Doctor en 1976.

### Carrière
Après ses études de droit, il commence sa carrière comme avocat avant de rejoindre American Express en 1981. 
En 2001 il est nommé président directeur général d'American Express, devenant l'un des premiers afro-américains à diriger une société du Fortune 500.
Le 18 janvier 2018, Mark Zuckerberg annonce sur sa page que Kenneth rejoint le Conseil d'administration de Facebook.
En effet, il a quitté la présidence d'American Express à la fin de l'année 2017 et a été remplacé à ce poste par le vice-président Stephen J.Squeri.

### Vie privée
Kenneth Chenault vit à New Rochelle ((New York) avec son épouse Kathryn. Il a deux fils, Kevin et Kenneth Jr. Il est passionné de ski et de golf .